# Кубок мира по конькобежному спорту 2013/2014 (этап 4)
Четвёртый этап Кубка мира по конькобежному спорту в сезоне 2013/2014 прошёл 6—8 декабря 2013 года на катке Спортфорум Хоэншёнхаузен, Берлин, Германия с забегами на дистанциях 500, 1000, 1500 метров, командной гонкой, а также на 3000 метров у женщин и 5000 метров у мужчин.

## Программа
| Дата      | Дистанция | Дивизион              |
| 6 декабря | 500 м (жен.) 1-й забег 500 м (муж.) 3000 м (жен.) 1500 м (муж.) 500 м (муж.) 1-й забег 500 м (жен.) 1-й забег 3000 м (жен.) 1500 м (муж.) | Дивизион Б Дивизион А |

| Дата      | Дистанция | Дивизион              |
| 7 декабря | 500 м (жен.) 2-й забег 1000 м (муж.) 1500 м (жен.) 500 м (жен.) 2-й забег 1000 м (муж.) 1500 м (жен.) Командная гонка (муж.) | Дивизион Б Дивизион А |

| Дата      | Дистанция | Дивизион              |
| 8 декабря | 500 м (муж.) 2-й забег 1000 м (жен.) 5000 м (муж.) 500 м (муж.) 2-й забег 1000 м (жен.) 5000 м (муж.) Командная гонка (жен.) | Дивизион Б Дивизион А |

## Призёры

### Мужчины
| Дистанция                                    | Золото                                                      | Время   | Серебро                                                       | Время   | Бронза                                                      | Время   | Дивизион А 4 — …                                          | Время                   | Дивизион Б 1 — …                                          | Время                           |
| 1e 500 м А — 20 участников Б — 27 участников | Михел Мюлдер · Нидерланды                                   | 34.80   | Мо Тхэ Бом · Республика Корея                                 | 34.89   | Кэйитиро Нагасима · Япония                                  | 35.01   | 4. Дмитрий Лобков 5. Артём Кузнецов                       | 35.02 35.03             | 3. Алексей Есин 6. Денис Коваль 16. Игорь Боголюбский     | 35.663 35.71 36.05              |
| 2e 500 м А — 20 участников Б — 25 участников | Мо Тхэ Бом · Республика Корея                               | 34.876  | Дзёдзи Като · Япония                                          | 34.878  | Михел Мюлдер · Нидерланды                                   | 34.95   | 8. Дмитрий Лобков 9. Артём Кузнецов                       | 35.22 35.23             | 2. Алексей Есин 3. Денис Коваль 11. Игорь Боголюбский     | 35.56 35.64 36.10               |
| 1000 м А — 20 участников Б — 26 участников   | Мо Тхэ Бом · Республика Корея                               | 1:09.50 | Михел Мюлдер · Нидерланды                                     | 1:09.52 | Шани Дэвис · США                                            | 1:09.59 | 9. Алексей Есин 14. Дмитрий Лобков                        | 1:10.109 1:10.33        | 14. Игорь Боголюбский 21. Артём Кузнецов 26. Денис Коваль | 1:12.46 1:13.04 дисквалификация |
| 1500 м А — 20 участников Б — 24 участника    | Джой Манти · США                                            | 1:45.80 | Збигнев Брудка · Польша                                       | 1:45.83 | Денис Юсков · Россия                                        | 1:46.14 | 13. Иван Скобрев 14. Евгений Лаленков                     | 1:47.41 1:47.49         | 7. Сергей Грязцов                                         | 1:48.29                         |
| 5000 м А — 16 участников Б — 36 участников   | Йоррит Бергсма · Нидерланды                                 | 6:14.82 | Ян Блокхайсен · Нидерланды                                    | 6:15.66 | Ли Сын Хун · Республика Корея                               | 6:16.12 | 6. Иван Скобрев 13. Денис Юсков 15. Даниил Синицын        | 6:18.66 6:23.87 6:30.95 | 2. Александр Румянцев 5. Евгений Серяев                   | 6:21.75 6:26.69                 |
| Командная гонка 14 команд                    | Нидерланды · Дауве де Врис · Ян Блокхайсен · Йоррит Бергсма | 3:41.46 | Республика Корея · Ли Сын Хун · Ким Чхоль Мин · Joo Hyong-jun | 3:41.92 | Польша · Збигнев Брудка · Конрад Недзведзкий · Ян Шиманский | 3:43.81 | 6. Россия · Иван Скобрев · Денис Юсков · Евгений Лаленков | 3:46.20                 | ---------                                                 | ---------                       |

### Женщины
| Дистанция                                | Золото                                                   | Время   | Серебро                                                                 | Время   | Бронза                                                      | Время   | Дивизион А 4 — …                                                          | Время                           | Дивизион Б 1 — …                                                              | Время                     |
| 1e 500 м А — 20 участниц Б — 25 участниц | Ли Сан Хва · Республика Корея                            | 37.36   | Ольга Фаткулина · Россия                                                | 37.71   | Ван Бейсин · Китай                                          | 37.79   | ---------                                                                 | ---------                       | 5. Юлия Скокова 8. Екатерина Лобышева 11. Екатерина Шихова 14. Юлия Литейкина | 39.176 39.240 39.31 39.44 |
| 2e 500 м А — 19 участниц Б — 20 участниц | Ольга Фаткулина · Россия                                 | 37.92   | Ван Бейсин · Китай                                                      | 37.96   | Хизер Ричардсон · США                                       | 38.00   | ---------                                                                 | ---------                       | 9. Юлия Литейкина 17. Евгения Дмитриева 20. Ольга Граф                        | 39.59 40.60 41.18         |
| 1000 м А — 18 участниц Б — 20 участниц   | Хизер Ричардсон · США                                    | 1:14.51 | Бриттани Боу · США                                                      | 1:15.42 | Ольга Фаткулина · Россия                                    | 1:15.49 | ---------                                                                 | ---------                       | 7. Евгения Дмитриева                                                          | 1:19.52                   |
| 1500 м А — 20 участниц Б — 26 участниц   | Ирен Вюст · Нидерланды                                   | 1:55.33 | Катажина Бахледа-Цурусь · Польша                                        | 1:55.93 | Лотте ван Бек · Нидерланды                                  | 1:56.28 | 5. Екатерина Шихова 7. Екатерина Лобышева 14. Юлия Скокова 16. Ольга Граф | 1:56.82 1:57.34 1:58.84 1:59.50 | 4. Ольга Фаткулина                                                            | 1:58.55                   |
| 3000 м А — 16 участниц Б — 32 участницы  | Мартина Сабликова · Чехия                                | 4:02.25 | Клаудия Пехштайн · Германия                                             | 4:02.96 | Ирен Вюст · Нидерланды                                      | 4:03.50 | 9. Ольга Граф                                                             | 4:07.49                         | 7. Анна Чернова 19. Евгения Дмитриева 23. Татьяна Ушакова                     | 4:10.69 4:16.36 4:16.86   |
| Командная гонка 11 команд                | Нидерланды · Ирен Вюст · Йорин Тер Морс · Маррит Ленстра | 2:58.19 | Польша · Катажина Бахледа-Цурусь · Луиза Злотковская · Наталия Червонка | 3:01.18 | Республика Корея · Но Сон Ён · Ким Бо Рым · Yang Shin-young | 3:02.04 | 4. Россия · Екатерина Лобышева · Ольга Граф · Екатерина Шихова            | 3:02.18                         | ---------                                                                     | ---------                 |

- При равенстве результатов победитель определяется с учётом тысячных долей секунды.